# Атлантично-північноамериканська область

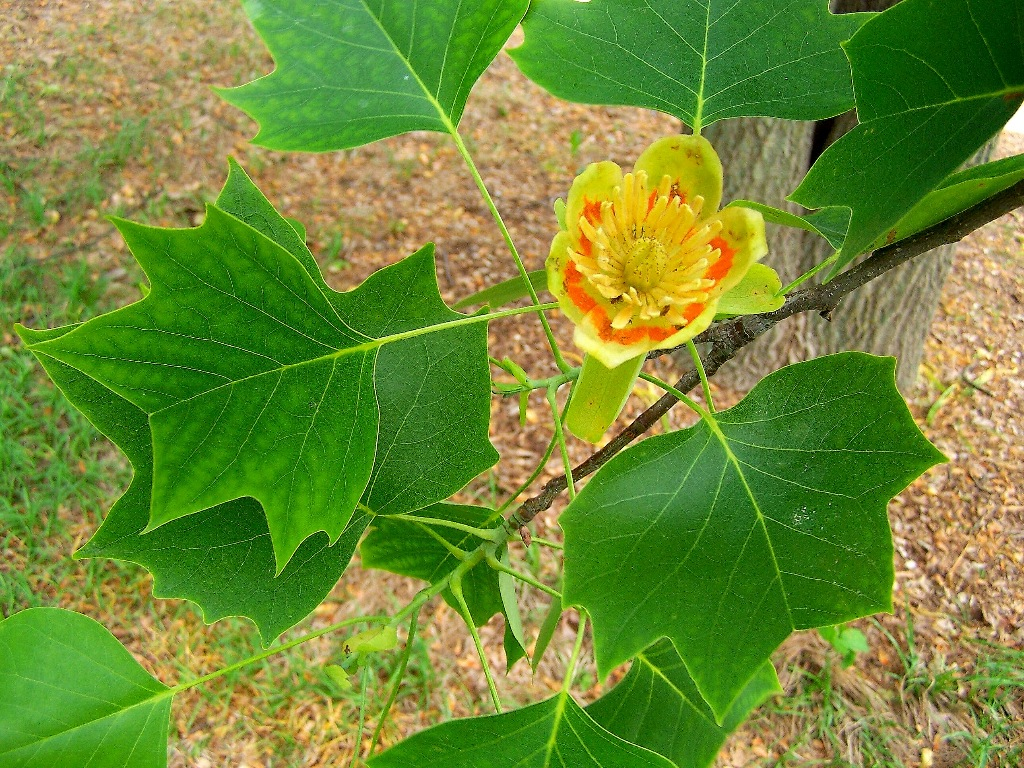
Квітуче тюльпанове дерево

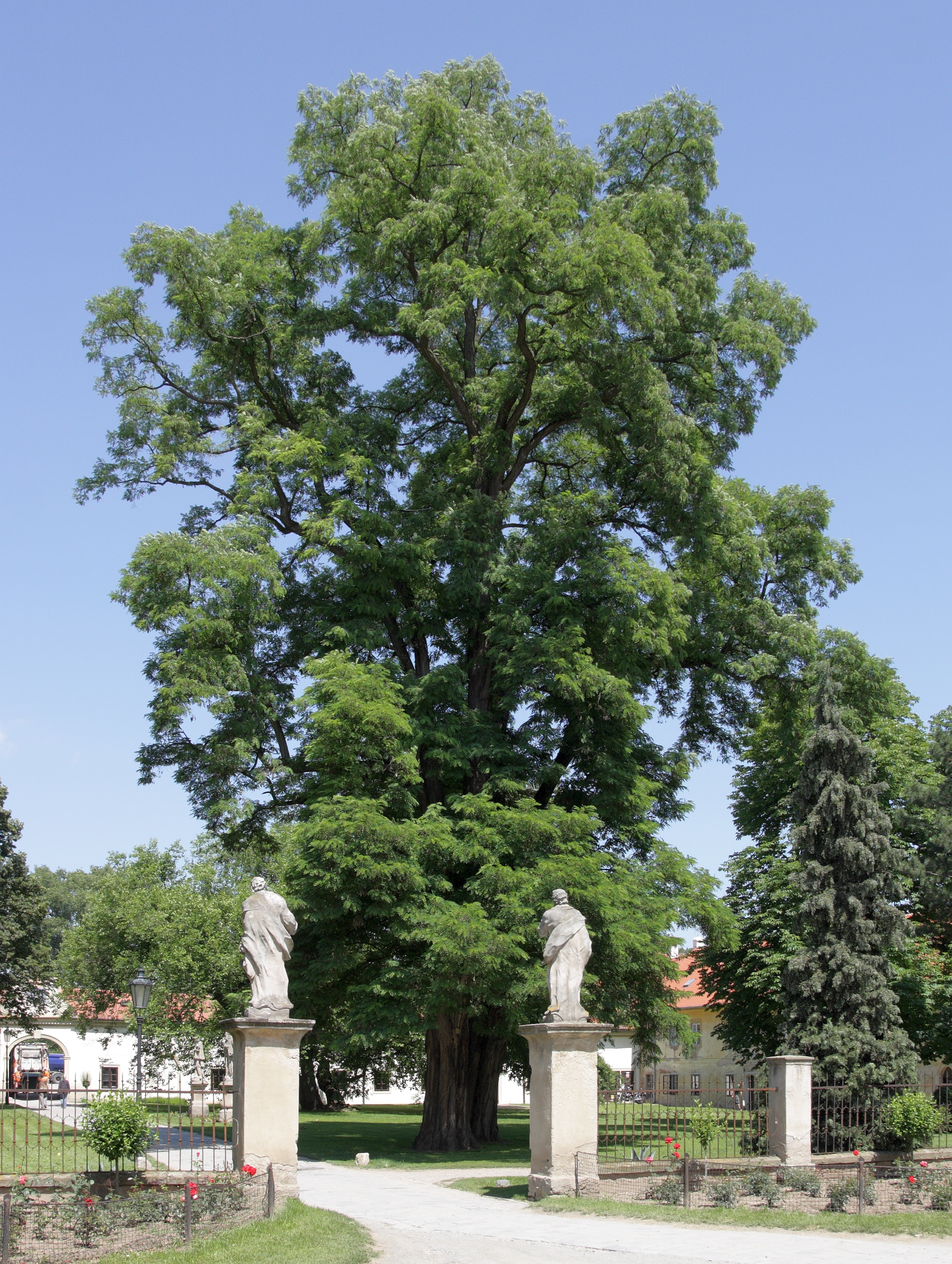
Робінія звичайна

Атлантично-північноамериканська область — флористична область в біогеографії і екології. Входить в Бореальне підцарство і Голарктичне царство. Розташована в північній частині материка Північна Америка. Давно помічена подібність її флори з флорою Східноазійської області, особливо флори Аппалачів. В той же час рослинність другої помітно багатша. Серед спільних родів обох цих областей є, наприклад, такі, які представлені лише двома видами, по одному в кожній, — тюльпанове дерево (Liriodendron). Це свідчить про наявність зв'язків між цими областями в геологічному минулому, їх загальному розвитку.

## Характер флори
В А. С.о. особливо високий ендемізм окремих родів і видів (100 ендемічних родів). Ендемічних родин — тільки 2. Характерні макові, розоцвіті, хрестоцвіті, та ін. В основному ендеміки концентруються в Аппалачах. У більшості це — третинні релікти. Тут багата лісова флора.
Типові такі представники, як різні магнолієві, дуби, платани, лаврові, клени, біла акація (Robbinia pseudoacacia), американський ясен.